# Иван Андреев (футболист)
Вижте пояснителната страница за други личности с името Иван Андреев.
Иван Андреев (роден на 23 май 1951 г.), известен с прякора си Мирона, е бивш български футболист, защитник и дефанзивен полузащитник. По-голямата част от състезателната му кариера преминава в Черно море (Варна).

## Кариера
Андреев е родом от Мездра, но израства в Кърджали. Юноша на местния Арда. През 1969 г. дебютира за представителния отбор на кърджалийци. Играе два сезона за Арда в Северната Б група.
През лятото на 1971 г. преминава в Черно море (Варна) и носи екипа на „моряците“ в продължение на 10 сезона. Универсален футболист, използван на различни постове – дефанзивен или офанзивен халф, ляв бек, централен защитник. Има 206 мача и 18 гола за клуба в А група, както и 29 мача с 5 гола в Б група. Записва и 2 мача за младежкия национален отбор.
През 1981 г. Андреев е освободен от Черно море и преминава в Доростол (Силистра) (1981 – 1983), а след това играе в Белослав (1983 – 1984) и Спортист (Генерал Тошево) (1984 – 1985).